# Mascha Paul
Mascha Paul (* 21. Juli 2002; auch Mascha Prinz) ist eine deutsche Schauspielerin.

## Leben
Paul ist die Tochter der deutschen Schauspielerin Christiane Paul und des Arztes Sven Prinz. Als Jugendleichtathletin war sie beim OSC Berlin aktiv.
Ihre erste Rolle spielte sie in dem ZDF-Fernsehfilm Ein Fisch namens Liebe, der Ende 2014 unter der Regie von Hansjörg Thurn in Berlin und Kappadokien gedreht wurde. In einem Rückblick zu Beginn des Films spielt sie in drei kurzen Filmszenen den jüngeren Hauptcharakter Vicky, die im Rest des Films von ihrer Mutter dargestellt wird.
Am 5. Januar 2020 war sie in der Rolle der Jugendlichen Bonnie, die in einem Heim für schwererziehbare Jugendliche auf der Insel Neuwerk lebt, im Hamburger Tatort Tschill Out zu sehen. 2022 spielte sie in Flügel aus Beton unter der Regie von Lea Becker die Rolle der Anna und in Lehrer kann jeder! unter der Regie von Ingo Rasper die Rolle der Henriette.
Paul lebt in Berlin.

## Filmografie
- 2015: Ein Fisch namens Liebe (Regie: Hansjörg Thurn – als Mascha Prinz)
- 2020: Tatort: Tschill Out (Regie: Eoin Moore)
- 2021: Die wahre Schönheit (Regie: Krishna Ashu Bhati)
- 2022: Lehrer kann jeder! (Fernsehfilm, Regie: Ingo Rasper)
- 2022: Flügel aus Beton (Fernsehfilm, Regie: Lea Becker)
- 2024: Theresa Wolff – Lost (Regie: Hansjörg Thurn)